# Waldino Aguirre
Waldino  Aguirre, apodado el Torito, (Rosario, 18 de noviembre de 1920-Rosario, 28 de octubre de 1977) fue un futbolista argentino que se desempeñó en Rosario Central, Racing y Huracán.

## Biografía

### Carrera como futbolista
Nació en barrio Tablada, en la ciudad de Rosario. De origen humilde, desde pequeño pasó mucho tiempo en los potreros, primero en el club La Aurora y luego en Central Córdoba. Se desempeñaba como entreala izquierda; llegó a la quinta división de inferiores del charrúa, en reemplazo de Vicente de la Mata, quien había subido al plantel de primera. Con la transferencia de Capote a Independiente, Aguirre pasó a jugar en el equipo mayor de los azules rosarinos, aún disputando los torneos de la Asociación Rosarina de Fútbol. En 1939 obtuvo con el charrúa el Torneo del Litoral, que se disputó en respuesta a la incorporación de Rosario Central y Newell's Old Boys a los torneos de Primera División de AFA; Aguirre fue titular en la final ante Unión de Santa Fe (2-1).

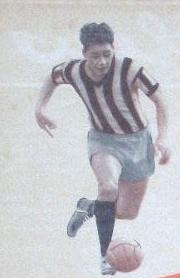
Waldino Aguirre convirtió 98 goles con la camiseta canalla.

Sus buenas actuaciones atrajeron el interés de Rosario Central, que adquirió su pase. Su debut, ante Platense el 6 de abril de 1941, fue inmejorable, ya que anotó el gol de la victoria para Central. En esa primera temporada marcó un total de 10 goles; sin embargo su equipo descendió a la segunda división.
En 1942 se consagró como goleador del torneo de Primera B con 32 goles en 27 partidos, logrando volver a primera con Central al obtener el título. Compartió delantera con futbolistas de la talla de Rubén Bravo, Bernardo Vilariño, Ernesto Vidal, Ángel De Cicco. Esta línea ofensiva fue prolífica en goles, ya que el canalla marcó 118 tantos en los 32 partidos que jugó. Aguirre le convirtió en un mismo partido seis goles a Nueva Chicago (12-1) y  a Dock Sud (9-0), y cuatro a Almagro (6-3).
En el retorno de Central al círculo máximo convirtió 7 goles en el Campeonato 1943. Al año siguiente disputó 12 partidos y marcó 3 goles, hasta que una fractura de tibia y peroné lo marginó del resto del torneo.

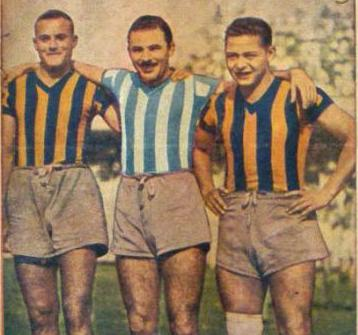
Benjamín Santos, Rubén Bravo (con la casaca de Racing) y el Torito.

Durante el Campeonato 1945 tuvo un gran retorno; convirtió 21 goles en 29 partidos, peleando palmo a palmo la punta de la tabla de goleadores con Ángel Labruna, quien se coronó con 25 tantos. Marcó también su primer gol en el clásico rosarino; fue el 29 de abril en la victoria 2-0 en Arroyito. En el Campeonato 1946 continuó siendo pilar fundamental del equipo centralista, aun cuando aparecieron otros delanteros con grandes rendimientos en el goleo, como Federico Geronis y Benjamín Santos.
En 1947 fue vendido a Racing Club por 80.000 pesos; el cuadro de Avellaneda se llevó de esta forma a su habitual verdugo, ya que Waldino le había convertido 10 goles. Allí se reencontró con el Maestro Bravo, quien había sido transferido a Racing en 1945. Sin embargo, su paso por la institución albiceleste no fue fructífero, ya que solo marcó 6 goles. Así, en 1948 fue transferido a Huracán formando parte de un trueque en el que pasaron tres jugadores del Globo a Racing y cinco del equipo de Avellaneda al quemero. Allí marcó 8 goles en 18 partidos.

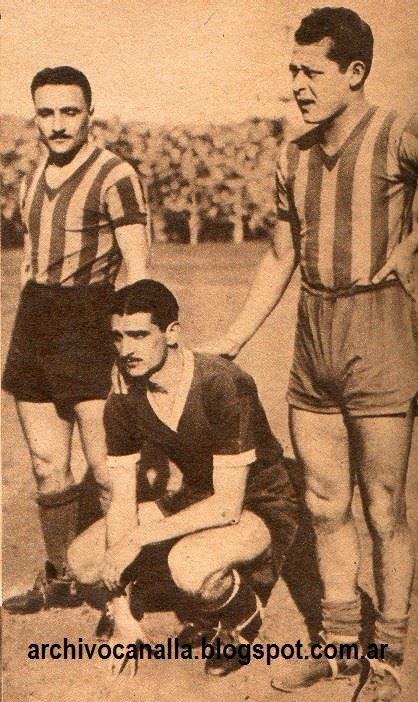
José Casalini, Vicente de la Mata (Independiente) y Aguirre.

Comenzó el torneo de 1949 jugando para Huracán (disputó dos partidos), finalizándolo Central. Durante este año se produjo uno de los momentos más recordados en su carrera. En un clásico contra Newell's Old Boys, su equipo se encontraba perdiendo y el Torito recibía insultos de parte de la aristocrática platea rival; tras una gran jugada suya, Central empató el partido, y durante el festejo se dirigió a la platea femenina, se bajó los pantalones y se tomó los testículos. Por este acto se fue detenido de la cancha. A lo largo del campeonato convirtió un total de 3 goles.

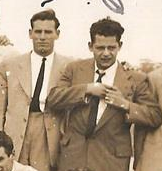
Aguirre junto a Alfredo Fógel.

Ya en el declive de su carrera, descendió con el canalla en 1950 a la Primera B; se mantuvo en el equipo, aportando 1 tanto en 5 partidos y colaborando con la vuelta a primera en 1951.
Durante ese año tuvo una fugaz incursión en Mariscal Sucre de Perú, club que pretendía presentar un elenco íntegro de extranjeros en la liga, idea que finalmente no prosperó. Pero el respetó su contrato y siguió jugando con el club hasta 1952.

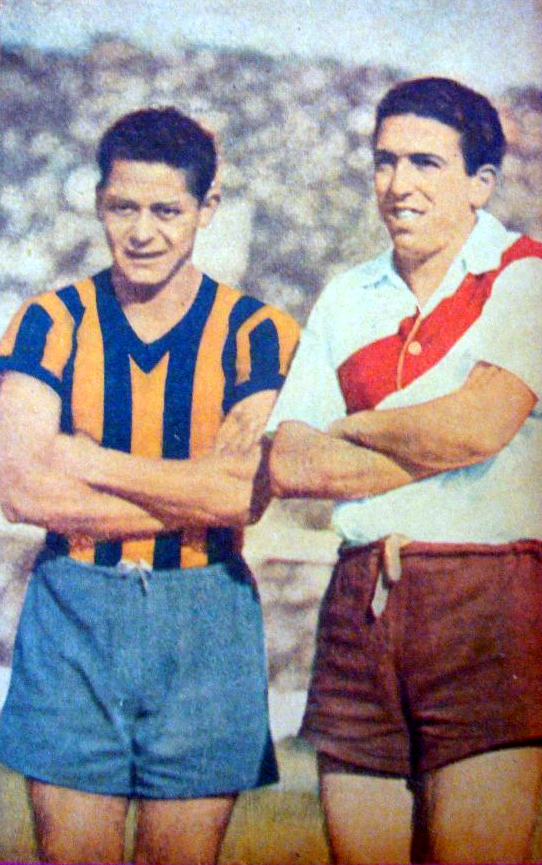
El Torito junto a Ángel Labruna de River Plate.

Su carácter transgresor marcó la estirpe de los jugadores más queridos por la hinchada canalla. Sus continuas acciones provocativas le granjearon el afecto de la parcialidad auriazul; muy recordados son sus cruces en los clásicos con Ángel Perucca. Pero no solo era una suma de comportamientos sin la pelota; se trató de un gran jugador: poseía visión de juego y gran sentido de la oportunidad para el gol, admirado y considerado como ídolo por un joven Ernesto Guevara y por Osvaldo Bayer. Fue el referente del club durante la década de 1940 junto al gran capitán Alfredo Fógel.
Según declaró sus goles preferidos fueron dos: uno convertido a Boca Juniors (que ganó el premio Golazo Tomba de la fecha), tirando un sombrero entre los centrales De Zorzi y Marante, para definir nuevamente de sombrerito ante la salida del arquero Vacca; y otro a Newell's, tomando de volea un centro de Ángel De Cicco, clavándola en un ángulo, y con el arquero Musimessi preguntando a los fotógrafos por donde había pasado la pelota, ya que no la había visto.

#### Máximo goleador en la historia de Central (hasta 2021)
Waldino Aguirre fue el máximo goleador de Rosario Central en el profesionalismo, hasta el 28 de noviembre de 2021 cuando Marco Rubén lo superó. Convirtió un total de 98 goles: 61 en primera división, 33 en la segunda categoría y cuatro por copas nacionales. Caben aclarar dos cuestiones: Mario Kempes es el máximo goleador canalla por torneos de liga de Primera División Argentina con 89 goles; además, existen dos goles de Aguirre (uno perteneciente al campeonato de 1941 y otro al de 1945) en que difieren algunas fuentes sobre su autoría.
| Club            | Temporadas            | Primera División | Primera División | Segunda División | Segunda División | Copas nacionales | Copas nacionales | Total       | Total | Total |
| Club            | Temporadas            | Apariciones      | Goles            | Apariciones      | Goles            | Apariciones      | Goles            | Apariciones | Goles | Prom. |
| --------------- | --------------------- | ---------------- | ---------------- | ---------------- | ---------------- | ---------------- | ---------------- | ----------- | ----- | ----- |
| Waldino Aguirre | 1941-1946 / 1949-1951 | 153              | 61               | 32               | 33               | 6                | 4                | 191         | 98    | 0.51  |

### El asesinato delTorito

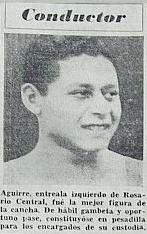
Los elogios periodísticos hacia Aguirre eran moneda corriente.

Luego de alejarse de la actividad futbolística tuvo problemas con el alcohol y vivió durante muchos años como un mendigo.
Vivía en una humilde casa del barrio Tablada, cuando el 27 de octubre de 1977 fue detenido por policías de la seccional 11.º, acusado de estar implicado en el secuestro de una mujer; al parecer Aguirre solo había oficiado como guía a un exconvicto recién puesto en libertad que buscaba ajustar cuentas con el padre de la mencionada. Incluso esta, una vez normalizada su situación, declaró que el Torito no había participado del hecho.
Waldino fue golpeado salvajemente por dos oficiales en el patio de la comisaría; incluso la tortura a la que fue sometido duró más de una sesión. El médico policial firmó el certificado de defunción aduciendo muerte por paro cardíaco, pero la posterior investigación judicial constató que el Torito había fallecido por el estallido del hígado, producto de la golpiza sufrida. 
Tres años después del asesinato, el juez en lo criminal Ramón Teodoro Ríos condenó a los policías Ovidio Miguel Acevedo y Maximiliano Cándido Basualdo a las penas de 13 y 12 años de prisión respectivamente por muerte y tormentos a la víctima. También penó con 6 meses de cárcel al médico policial Frank Michel Poenitz por su actuación en el hecho. 
Se encuentra enterrado en el Cementerio La Piedad de Rosario.

## Clubes
| Club                       | País      | Año       |
| -------------------------- | --------- | --------- |
| Central Córdoba de Rosario | Argentina | 1937-1940 |
| Rosario Central            | Argentina | 1941-1946 |
| Racing                     | Argentina | 1947      |
| Huracán                    | Argentina | 1948-1949 |
| Rosario Central            | Argentina | 1949-1951 |
| Mariscal Sucre             | Perú      | 1951-1952 |

## Palmarés

### Torneos nacionales
| Título           | Club            | País      | Año  |
| ---------------- | --------------- | --------- | ---- |
| Segunda División | Rosario Central | Argentina | 1942 |
| Segunda División | Rosario Central | Argentina | 1951 |

### Torneos regionales
| Título             | Club                       | País      | Año  |
| ------------------ | -------------------------- | --------- | ---- |
| Torneo del Litoral | Central Córdoba de Rosario | Argentina | 1939 |

### Distinciones individuales
| Título             | Club            | País      | Año  |
| ------------------ | --------------- | --------- | ---- |
| Goleador Primera B | Rosario Central | Argentina | 1942 |

## Estadísticas
| Club            | PJ  | Goles |
| --------------- | --- | ----- |
| Central Córdoba | 61  | 32    |
| Rosario Central | 191 | 96    |
| Racing Club     | 17  | 6     |
| Huracán         | 18  | 8     |
| Mariscal Sucre  | ¿?  | ¿?    |
| Total           | 287 | 142   |

### Estadísticasen Rosario Central
- Disputó 191 encuentros y marcó 96 goles, entre torneos de Primera A, Primera B y Copas nacionales de AFA.
- Convirtió el gol de la victoria canalla el día de su debut; fue el 6 de abril de 1941 ante Platense.
- Sus víctimas preferidas fueron Racing Club (12 goles), Platense (9), Nueva Chicago (7), Newell's (6), Dock Sud (6).
- Es el máximo goleador canalla ante los siguientes rivales: Racing Club, Platense, Dock Sud, Nueva Chicago (compartido), River Plate (4 goles, compartido), Almagro (4),
- En el torneo de Primera B de 1942 convirtió 6 en un partido en dos oportunidades: ante Nueva Chicago (victoria 12-1), el  7 de junio, y ante Dock Sud (9-0), el 28 de noviembre.
- Sus goles ante Newell's: el 29 de abril de 1945 (victoria 2-0); el 10 de abril de 1946 (victoria 4-2 por la Copa Británica; el 18 de agosto de 1946 (derrota 2-3); dos el 11 de junio de 1950 (victoria 4-2); el 12 de octubre de 1950 (1-1).

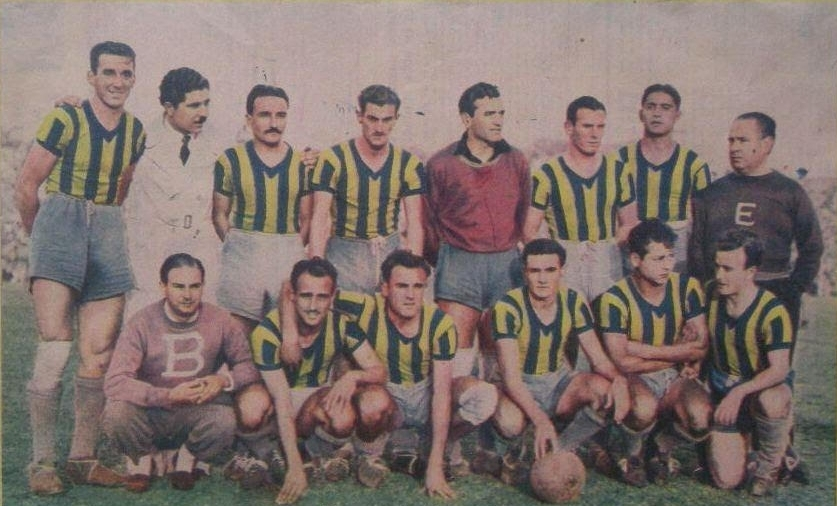
Rosario Central 1946. Parados: Armándola, Casalini, Castagno, Quatrocchi, Fógel, Soria; hincados: De Cicco, Santos, Geronis, Aguirre, Marracino.

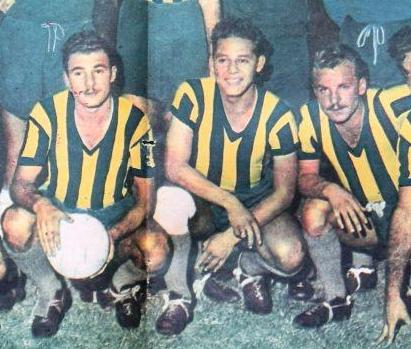
Rubén Bravo, el Torito y Ernesto Vidal, la delantera de 1941.

Por torneo
| Año  | Torneo                | PJ | Goles |
| ---- | --------------------- | -- | ----- |
| 1941 | Primera División 1941 | 28 | 10    |
| 1942 | Primera B 1942        | 27 | 32    |
| 1943 | Primera División 1943 | 22 | 7     |
|      | Copa de la República  | 1  | 1     |
| 1944 | Primera División 1944 | 12 | 3     |
|      | Copa Británica        | 1  | 2     |
| 1945 | Primera División 1945 | 29 | 21    |
|      | Copa Británica        | 2  | 0     |
| 1946 | Primera División 1946 | 25 | 12    |
|      | Copa Británica        | 2  | 1     |
| 1949 | Primera División 1949 | 21 | 3     |
| 1950 | Primera División 1950 | 16 | 5     |
| 1951 | Primera B 1951        | 5  | 1     |